# Giustino Fortunato
Giustino Fortunato (Rionero in Vulture, Provincia de Potenza; 4 de septiembre de 1848 - Nápoles, 23 de julio de 1932) fue un historiador y político italiano.

## Biografía
Nacido en Rionero in Vulture, Basilicata, en una familia burguesa, fue hijo de Pasquale Fortunato y de Antonia Rapolla, sobrino nieto de Giustino Fortunato senior  (1777-1862) quien fue primer ministro del Reino de las Dos Sicilias entre 1849 a 1852. Estudió en el Colegio de los Jesuitas y derecho en la Universidad “Federico II” en Nápoles pero nunca practicó la abogacía y desarrolló una pasión por la historia, la literatura y las artes. Fundó y se convirtió en redactor del periódico: Unità Nazionale et Patria.
Fue uno de los intelectuales del así llamado "meridionalismo", un grupo que tenía como objetivo la solución de problemas del sur de Italia después de la unificación nacional (cuestión meridional) principalmente de la mejora de la infraestructura, la alfabetización y la salud, apoyando las políticas de rehabilitación y profilaxis de drogas. Las casas de Fortunato en Nápoles, Rionero in Vulture y Gaudiano (fracción de Lavello) fueron lugares de encuentro renombrados y hospitalarios para intelectuales como Francesco Saverio Nitti, Gaetano Salvemini y Benedetto Croce (quien dedicó a Fortunato su obra Cultura e vita morale, publicada por primera vez en 1914 por la editorial Laterza, como muestra de profunda estima). Giustino y su hermano Ernesto, el primero como político, activo mucho más allá del mandato parlamentario, el otro como empresario, cultivaron casi simbióticamente ambiciones hegemónicas más allá de las fronteras de la Basilicata durante toda una vida. 
Liberal-conservador, en 1880 fue elegido parlamentario del Reino (diputado 1880-1909 y senador 1909-1919) y abandonó la actividad política en 1919, regresando a Nápoles para dedicarse exclusivamente al estudio económico y social.  
A diferencia de muchos intelectuales de su época, percibió inmediatamente la naturaleza nefasta del fascismo, lo que no consideró una renovación del estado liberal. Con el establecimiento del régimen fascista, Fortunato trató de mantener vivo su compromiso "meridionalista" y de difundir sus pensamientos antifascistas. En este período, escribió el ensayo "En el régimen fascista" (1926) y para evitar el peligro de censura,imprimió solamente algunas copias y las distribuyó entre los amigos más cercanos.
Así mismo fue muy allegado a su familia, especialmente a su hermano Ernesto y a su hermana Carolina y su familia, tan es así que puso mucho interés en la formación moral y cultural de su sobrino Giuseppe Viggiani: la atención Giuseppe Viggianiconstante al joven se confirma por una densa correspondencia que incluso a una distancia fortalecida. Una costumbre que entre los dos era ser constante. El papel crucial de Fortunato en la educación ética y literaria de su sobrino se describe de una serie de sugerencias y opinión sobre obras literarias. A través de las cartas de Giustino Fortunato a su sobrino, la relevancia del papel de su tío es capturado en la formación del joven Viggiani.  
Murió en Nápoles en 1932.
En 2006, le fue dedicada la Universidad Telemática con sede en Benevento. La Biblioteca de Estudios del Sur (Biblioteca di Studi meridionali) "Giustino Fortunato" en Roma también lleva por nombre su nombre y fue fundada en 1923 con la contribución del propio Fortunato. En Avellino, el Instituto Comercial Técnico lleva su nombre, como también en Pisticci el Liceo Classico.
En 2015, el Centro Annali per una Storia Sociale della Basilicata "Nino Calice" organizó la exposición "Vincenzo Marinelli y los artistas lucanos del siglo XIX", inaugurada en Potenza el 28 de marzo hasta el 2 de junio del mismo año, con cura de Isabella Valente Uno de los artículos en su catálogo tiene "Giustino Fortunato tra arti figurative e patrimonio storico-culturale" de Palmarosa Fuccella (también fue la responsable del proyecto y de la dirección artística y el proyecto de exposición). El Centro Annali junto con la Universidad de Nápoles Federico II también organizó la conferencia "Ottocento lucano: modelli culturali nell'Italia che nasce" en Nápoles en la sala de conferencias del complejo monumental de San Domenico Maggiore (13 de abril). Una de las relaciones fue: "Mecenatismo e cultura artistica: Camillo d'Errico e Giustino Fortunato" con la antedicha Palmarosa Fuccella, otra: “Giuseppe Viggiani artista lucano di Napoli nelle lettere inedite di Giustino Fortunato”, con Nicola De Blasi, de la Università degli Studi di Napoli Federico II. .

## Obras
- Ricordi di Napoli, Milán, Treves, (1874).
- I Napoletani del 1799, Florencia, G. Barbèra, (1884).
- Santa Maria di Vitalba, Trani, V. Vecchi, (1898).
- Rionero medievale, Trani, V. Vecchi, (1899).
- Notizie storiche della Valle di Vitalba, 6 voll., Trani, V. Vecchi, (1898-1904).

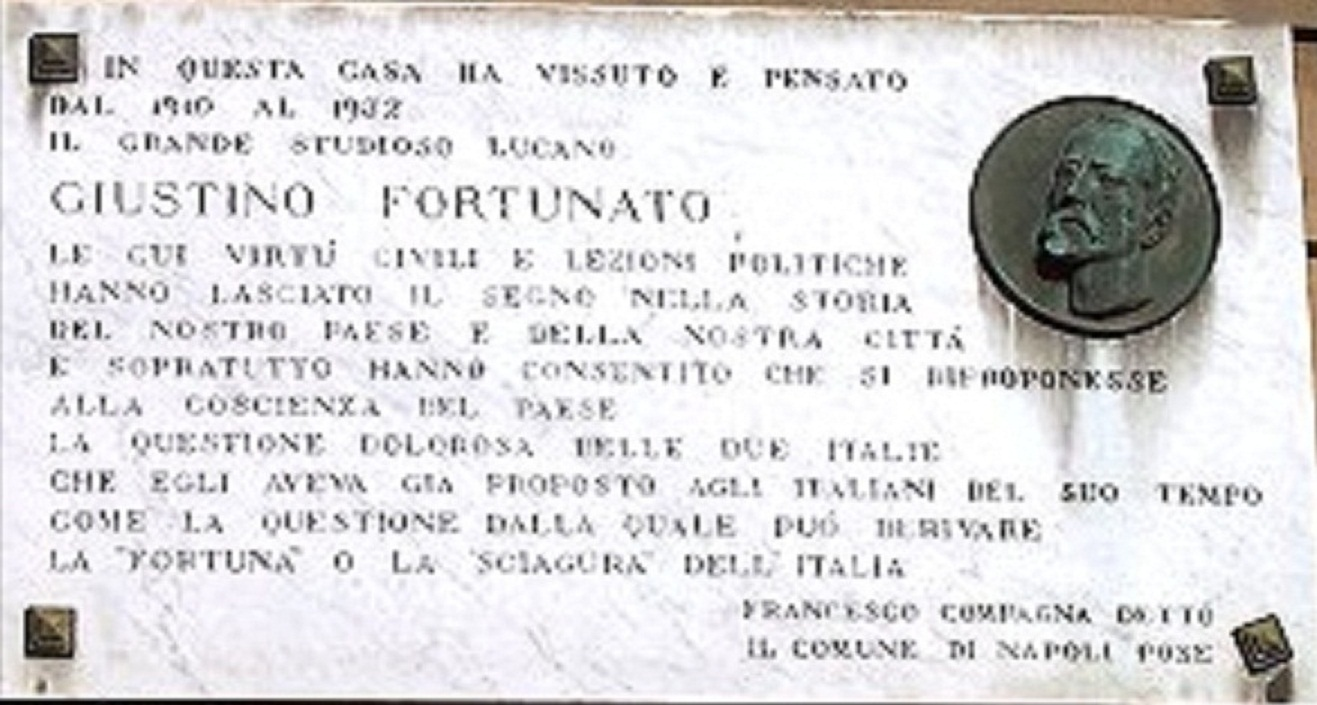
Placa de mármol en la casa donde vivió en Nápoles, Via Vittoria Colonna 14.

- Placa de mármol en la casa donde vivió en Nápoles, Via Vittoria Colonna 14.Il Mezzogiorno e lo Stato italiano. Discorsi politici, 1880-1910, 2 voll., Bari, Laterza, (1911).
- Pagine e ricordi parlamentari, I, Bari, Laterza, 1920; II, Florencia, A. Vallecchi, (1927).
- Riccardo da Venosa e il suo tempo, Trani, Vecchi e C., (1918).
- Rileggendo Orazio, in "Nuova Antologia", (1924).
- Nel regime fascista, (1926).
- Le strade ferrate dell'Ofanto, 1880-97, Florencia, Vallecchi, (1927).

- Carteggio tra Giustino Fortunato e Umberto Zanotti-Bianco, Roma, Collezione meridionale editrice, (1972).

- Carteggio, a cura di E. Gentile, Roma-Bari, Laterza, (1978-1981).

- Giustino Fortunato e il Senato. Carteggio, 1909-1930, Soveria Mannelli, Rubbettino, (2003).

- Giustino Fortunato e le due Italie, Potenza, Villani Libri, G. Corrado, (2021)

## Distinciones
Comendador de la Orden de los Santos Mauricio y Lázaro, 13 de diciembre de 1891